# Đội bóng đá Hải quan
Đội bóng đá Hải quan Thành phố Hồ Chí Minh, hay đội Hải quan, là một đội bóng đá bán chuyên nghiệp nổi tiếng tại Việt Nam từ năm 1976 đến khi bị giải thể vào năm 2003. Đội bóng được đặt dưới sự chủ quản của Cục Hải quan Thành phố Hồ Chí Minh và có tổng hành dinh tại Thành phố Hồ Chí Minh, được xem là một trong 3 đội bóng tiêu biểu cho bóng đá Thành phố Hồ Chí Minh trong những thập niên 1980 - 1990 (Hai đội còn lại là Cảng Sài Gòn và Công an Thành phố Hồ Chí Minh).

## Quá trình thi đấu
Ngày 2 tháng 9 năm 1975, một trận đấu bóng đá được tổ chức giữa các viên chức của 2 ngành Hải quan và Ngân hàng, trên sân Cộng Hòa còn ngổn ngang dấu vết sau chiến tranh. Trận đấu được tổ chức bởi chính quyền mới với sự có mặt của Chủ tịch Mặt trận Dân tộc giải phóng miền Nam Nguyễn Hữu Thọ, mà thành phần 2 đội bóng là các viên chức cũ của Việt Nam Cộng hòa, trong đó không ít người từng là quân nhân, cảnh sát cũ.
Trận đấu được tổ chức dưới bầu không khí nghi kỵ của người dân đối với chính quyền mới. Một số lời đồn đại sẽ có cuộc "tắm máu" tập thể tại đây. Tuy nhiên, trận đấu vẫn được tổ chức thành công với tỉ số 3-1 nghiêng về các viên chức Hải quan và cũng không có cuộc tắm máu nào xảy ra. Hành động này được đánh giá là một thủ thuật thành công của chính quyền mới nhằm thu phục nhân tâm.
Sau đó 1 năm, một đội bóng được thành lập với tên gọi Đội bóng đá Hải quan, với nòng cốt là các cầu thủ thi đấu cho đội viên chức Hải quan trước đây như Lê Văn Tâm, Đỗ Văn Khá, Đỗ Cẩu… được đặt dưới quyền quản lý của Cục Hải quan Thành phố Hồ Chí Minh.
Trong suốt quá trình thi đấu, đội là một trong những đội giàu thành tích nhất, tiêu biểu cho bóng đá Thành phố Hồ Chí Minh, cùng với các đội Cảng Sài Gòn và Công an Thành phố Hồ Chí Minh. Tuy nhiên, vào cuối thập niên 1990, sau khi một loạt cầu thủ của đội, đặc biệt là Trương Văn Dưỡng dính vào vụ Scandal Trần Cao Sơn(Sơn cao) dàn xếp tỉ số ở 1997, lực lượng của đội bị suy yếu nghiêm trọng và chỉ xếp thứ 11 ở 1998 và phải đá Play-off với Huda Huế, sau khi để thua ở trận play-off đội bóng phải xuống hạng. Ở mùa giải 2001-2002 đội xếp thứ 11 và phải xuống chơi ở giải hạng nhì. Do gặp khủng hoảng tài chính nên lãnh đạo đội quyết định giải thể đội bóng sau 27 năm tồn tại.

## Thành tích
- V-League: 1

Vô địch: 1991
Á quân: 1982-1983
Hạng 3: 1980, 1986,
- Cúp bóng đá Việt Nam: 2

Vô địch: 1996, 1997

## Cầu thủ nổi tiếng
- Lê Văn Tâm
- Đỗ Văn Khá
- Đỗ Cẩu
- Đỗ Khải
- Hồ Thanh Chinh
- Hồ Thanh Cang
- Hồ Thanh Dũng
- Hồ Thanh Đức
- Đinh Thanh Hải
- Nguyễn Chí Mỹ
- Âu Dương Thanh
- Nguyễn Tấn Quyền
- Lưu Tấn Phước
- Lưu Tấn Liêm
- Trương Văn Dưỡng
- Nguyễn Kim Hằng
- Nguyễn Hoàng Minh (Minh nhí)
- Nguyễn Đăng Khôi
- Thái Công Hoàng
- Phan Văn Tần
- Nguyễn Văn Thành
- Lê Kim Thanh
- Lê Văn Sang[1]
- Vũ Nhật Thành[2]
- Hồ Thanh Hưng